# Jim Henson Television
Jim Henson Television è una casa di produzione televisiva statunitense. Inizialmente faceva parte della The Jim Henson Company, in precedenza Henson Associates, e nel periodo 1986-1997 faceva parte della Jim Henson Productions. La casa vera e propria fu fondata solo nel 1997. 
Ha una suddivisione internazionale chiamata HIT Entertainment, avente sede nel Regno Unito.

## Programmi prodotti

### Negli Stati Uniti
1. The Muppet Show (1976-1981)
2. Sesamo apriti (1969-)
3. Muppet Babies (1984-1990)
4. Fraggle Rock
5. Dinosauri (1991-1995)
6. Bear nella grande casa blu (1996-2007)
7. Il mondo di Elmo (1999-2002)
8. Global Grover (1999-2002)
9. Gioca con Sesamo (2002-2007)
10. Frances (2007-)
11. Sid the Kid Science (2009-)
12. Il treno dei dinosauri (2010-)
13. Puppet Up! (2011-)
14. Tinseltown (2011-)

### Fuori dagli Stati Uniti, come HIT Entertainment
1. Dov'è Valdo? (1986-1989)
2. Dov'è Wally? (1987-1990)
3. The Wind in the Willows (1995-1998)
4. Bob Aggiustatutto (1997-)
5. The Willows in Winter (1993-1997)
6. La formica Antonio (1999-2001)
7. Pablo (2000-2002)
8. Una piccola volpe rossa (1999-2001)
9. Barney & Friends (2001-, prima di quell'anno veniva realizzato da Lyrick Studios)
10. Il trenino Thomas (2002-, nel 1984-2002 veniva prodotto da The Britt Allcroft Company)
11. Pingu (2003-, era iniziato nel 1990 da ZDF e Telepool)
12. Sam il pompiere (2002-, nel 1987-2002 veniva prodotto da The Britt Allcroft Company)
13. Shaun, vita da pecora (2007-)
14. Wishbone (2008-)

| Controllo di autorità | VIAF (EN) 129364223 · LCCN (EN) no2005056169 |